# گالوس (فرانکفورت ام ماین)
گالوس (به آلمانی: Frankfurt-Gallus) یک منطقهٔ مسکونی در آلمان است که در فرانکفورت واقع شده‌است. گالوس  ۲۵٬۸۴۳ نفر جمعیت دارد.